# Драгомировка (Северо-Казахстанская область)
Драгомировка (каз. Драгомировка) — село в Тайыншинском районе Северо-Казахстанской области Казахстана. Административный центр Драгомировского сельского округа. Находится примерно в 25 км к западу-юго-западу (WSW) от города Тайынша, административного центра района, на высоте 192 метров над уровнем моря. Код КАТО — 596041100.
Вблизи села проходит автомагистраль А1 «Астана — Петропавловск».

## История
Основано в 1909 году.

## Население
В 1999 году численность населения села составляла 519 человек (245 мужчин и 274 женщины). По данным переписи 2009 года в селе проживало 524 человека (251 мужчина и 273 женщины).

## Известные уроженцы
- Михаил Пантелеевич Уманец — директор Чернобыльской АЭС в 1987—1992 годах.